# OKAL
Die OKAL Haus GmbH (Otto Kreibaum aus Lauenstein) ist ein im Fertighausbereich auf dem deutschen Markt tätiges Unternehmen. Der Sitz des im Jahre 1928 von Otto Kreibaum in Lauenstein am Ith gegründeten Unternehmens befindet sich seit 2006 in Simmern im Hunsrück in Rheinland-Pfalz. Es gehört seit 2000 zu Divaco (DFH Deutsche Fertighaus Holding AG).

## Gründung und Entstehungsgeschichte
Im Jahr 1928 pachtete Otto Kreibaum senior eine Tischlerei in Lauenstein zur Möbelherstellung. 1931 begann er mit der Serienanfertigung von Speisezimmern, 1937 von Schlafzimmern. Im selben Jahr lag die Zahl der Mitarbeiter bei 500. Nach Kriegsbeginn wurden unter anderem Munitionskisten hergestellt. 1940 zerstörte eine Lackexplosion den Betrieb. Kriegsbedingt wurde der Wiederaufbau untersagt. Dieser folgte 1947.
1949 wurde mit der Produktion von Röhrenspanplatten begonnen. 1951 entwickelte Otto Kreibaum senior ein Versuchshaus.  1953 nahm ein Spanplattenwerk in Elsendorf (Bayern) die Produktion auf. 1959 wurde die Möbelproduktion eingestellt, das Angebot wurde komplett auf Fertighäuser umgestellt. Der auf der Bundesgartenschau 1959 vorgestellte Typ 2 kostet 18.300 D-Mark und verfügte über ein Raumangebot von 72,79 qm. Ab 1960 wurden die Hausaußenwände im Werk vorproduziert (Großtafelbau). 1962 wurde auf Eternit-Platten verzichtet.
Ab 1966 stellte die OKAL-Bau-GmbH im ehemaligen Braunkohlewerk in Thüste vorgefertigte Unterkellerungen her.
Im Jahr 1971 übernahm Otto Kreibaum junior die Firma. 1978 hatte sie 4000 Mitarbeiter und acht Werke (in Wahlstedt, Büdingen, Titisee-Neustadt). Knapp 50.000 Häuser waren bis zu diesem Zeitpunkt verkauft worden.
1972 wurde auf Fußbodenheizung umgestellt. Ab 1973 ließ OKAL von der Brown, Boveri & Cie. Solarkollektoren und Luft-Wasser-Wärmepumpen erforschen. Seit 1987 verzichtet OKAL auf vorbeugenden chemischen Holzschutz.
Die britische Antarktisstation Halley V (1989–2012) war ein OKAL-Fertigbau.